# Rebecca Jane
Rebecca Jane Sutton (de soltera Sutton-Gregory; Barrowford, 11 de diciembre de 1984) es una política británica. Fue nombrada líder adjunta del Partido de la Independencia del Reino Unido (UKIP) en octubre de 2022.

## Biografía

### Primeros años yThe Real Lady Detective Agency
Rebecca Jane Sutton nació en Barrowford, Lancashire, Inglaterra. Una vez trabajó como una doble de Marilyn Monroe, y dirigió una empresa inmobiliaria, que quebró en 2009 durante la Gran Recesión. Más tarde estableció The Lady Detective Agency, una empresa de investigación privada. Dejó de trabajar en investigación de primera línea para trabajar en mercadotecnia porque los jefes de su esposo lo consideraron comprometedor para su carrera. En 2018 vendió su agencia de detectives.
En enero de 2013, HarperCollins publicó su libro, The Real Lady Detective Agency, sobre sus experiencias.

### Apariciones posteriores en los medios y carrera política
El 30 de septiembre de 2012, Jane apareció en Dragon's Den de la BBC. En 2017, fue compañera de piso en la decimoctava temporada de Big Brother; entrando a la casa junto con el empleado de su agencia, Kieran Lee, pero compitiendo por separado. Duró dieciocho días en la casa antes de convertirse en la tercera compañera de casa en ser desalojada. En el momento de sus apariciones en Big Brother, estaba estudiando para obtener una maestría en derecho en la Universidad de Lancashire Central. Jane lanzó la campaña 'Killing Catfish' en Loose Women de ITV1 en abril de 2017, como resultado de su trabajo de investigación para Matt Peacock, víctima del catfishing. Entre febrero de 2021 y octubre de 2022, escribió para el Burnley Express; se fue después de ser nombrada líder adjunta del Partido de la Independencia del Reino Unido (UKIP) y usó su columna final para señalar que se había unido «hace alrededor de 2,5 años» después de que su «exjefe quería presentarse como miembro del Parlamento», y después de que investigó partidos para él y descubrió que las opiniones de UKIP reflejaban las suyas.
En junio de 2023, se anunció que se presentaría como candidata en las elecciones parciales de Uxbridge y South Ruislip de 2023, luego de la renuncia de Boris Johnson. Un artículo sobre el UKIP publicado ese mes en The New European describía a Jane como una «presencia mucho más proactiva en el liderazgo» que su líder Neil Hamilton, que ella «hacía malabarismos manejando el trabajo de salud mental con las apariciones en GB News», y que su «enfoque había estado en los intentos de unir a los partidos a la derecha de los conservadores, a los que se refiere como "centro-derecha" o "partidos disidentes"». Llegó al puesto 14 de 17, recibiendo 61 votos (0,2%).

## Vida personal
Ella contrajo matrimonio con un hombre llamado James en 2005, con quien tuvo una hija, Paris, en 2006.
Su segundo marido fue el oficial de policía Ben Dowlers, su amor de infancia. Tienen una hija llamada Peach. Se divorciaron en 2015.
Sutton escribió en The Real Lady Detective Agency que «no tenía sentido del olfato». Cuando era bebé, se metió parte de un bolígrafo en la nariz y se dañó las terminaciones nerviosas. Señaló en un artículo de Burnley Express de julio de 2022 que había sufrido por cinco años de depresión posparto después del nacimiento de Paris, y que ella casi murió durante el nacimiento de Peach y sufría de trastorno por estrés postraumático como resultado; ella mencionó en otro artículo el mes siguiente que sufría de ataques adicionales de ideación suicida en junio de 2021, tras la terminación de una relación y su consiguiente salida forzada de su trabajo, la cobertura en los diarios dominicales de su vida privada y los abusos que sufrió como consecuencia.